# European Squash Federation
Die European Squash Federation (ESF) ist der europäische Dachverband der Sportart Squash.

## Geschichte
Die ESF wurde 1973 gegründet und ihr gehören aktuell 43 nationale Squashverbände an. Sie ist dem Weltverband angeschlossen und hat heute ihren Sitz in den englischen West Midlands in Barston. Amtierende Präsidentin ist Zena Wooldridge aus England.
Der Europäische Squashverband ist Veranstalter sämtlicher kontinentalen Squashwettbewerbe Europas. Dazu zählen unter anderem die Europameisterschaften in den Einzel- und Mannschaftsdisziplinen, sowohl im Aktiven-, Junioren- als auch im Seniorenbereich. Ebenso richtet der Verband die europäischen Vereinsmannschaftsmeisterschaften aus, sowie spezielle Turniere für kleinere nationale Verbände, wie beispielsweise das Small Nations Turnier.

## Bisherige Präsidenten
- 1973–1977: Lennart Lepsen (Schweden)
- 1977–1985: Lou Zandvliet (Niederlande)
- 1985–1989: Brian Fitzgerald (Irland)
- 1989–1992: Bernhard Wöbker (Deutschland)
- 1992–1993: Casper Zeegers (Niederlande)
- 1993–1999: Joyce Buckley (Irland)
- 1999–2001: Philip Van Der Ven (Niederlande)
- 2001–2007: Christopher Stahl (England)
- 2007–2013: Hugo Hannes (Belgien)
- 2013–2019: Zena Wooldridge (England)
- 2019–2022: Hugo Hannes (Belgien)
- seit 2022: Thomas Troedsson (Schweden)